# Air France

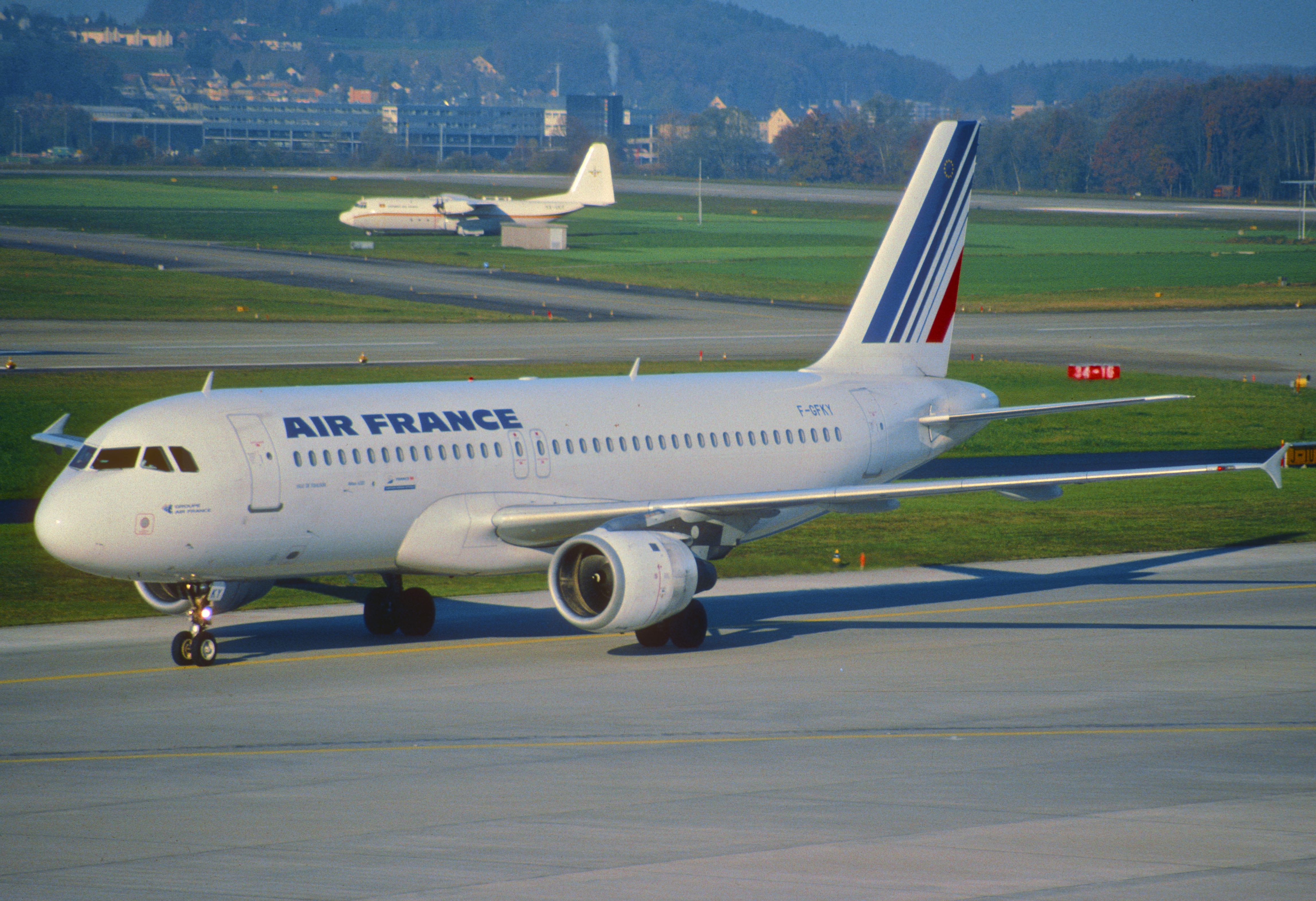
Nejčastější letoun ve flotile Air France, Airbus A320-200

Air France (Compagnie Nationale Air France) je francouzská letecká společnost založená v roce 1933 v Paříži. Jejím domovským letištěm je letiště Charlese de Gaulla u Paříže, odkud je společností denně vypravováno 1700 letů do 185 destinací v 83 státech, s flotilou více než 250 letadel. V roce 2015 přepravila 46 803 000 cestujících, zaměstnávala necelých 70 000 zaměstnanců.
V současné době je jejím většinovým vlastníkem stále francouzský stát, který však svůj podíl postupně odprodává. Air France je zakládajícím členem aliance SkyTeam. V roce 2004 převzala Air France kontrolu nad nizozemskou leteckou společností KLM, čímž byla vytvořena největší letecká společnost na světě s označením Air France-KLM. Vlastnický podíl státu se po spojení leteckých společností zmenšil na 44%.[kdy?]
Sesterské společnosti Air France byly v roce 2019 regionální HOP! a nízkonákladová Transavia France. Mezi roky 2017 až 2019 to byla také společnost Joon.

## Praha
Společnost Air France létá do Prahy na Letiště Václava Havla s frekvencí přibližně dvaceti letů týdně. Nejčastěji s Airbusy A320, A321 nebo A220.

## Flotila

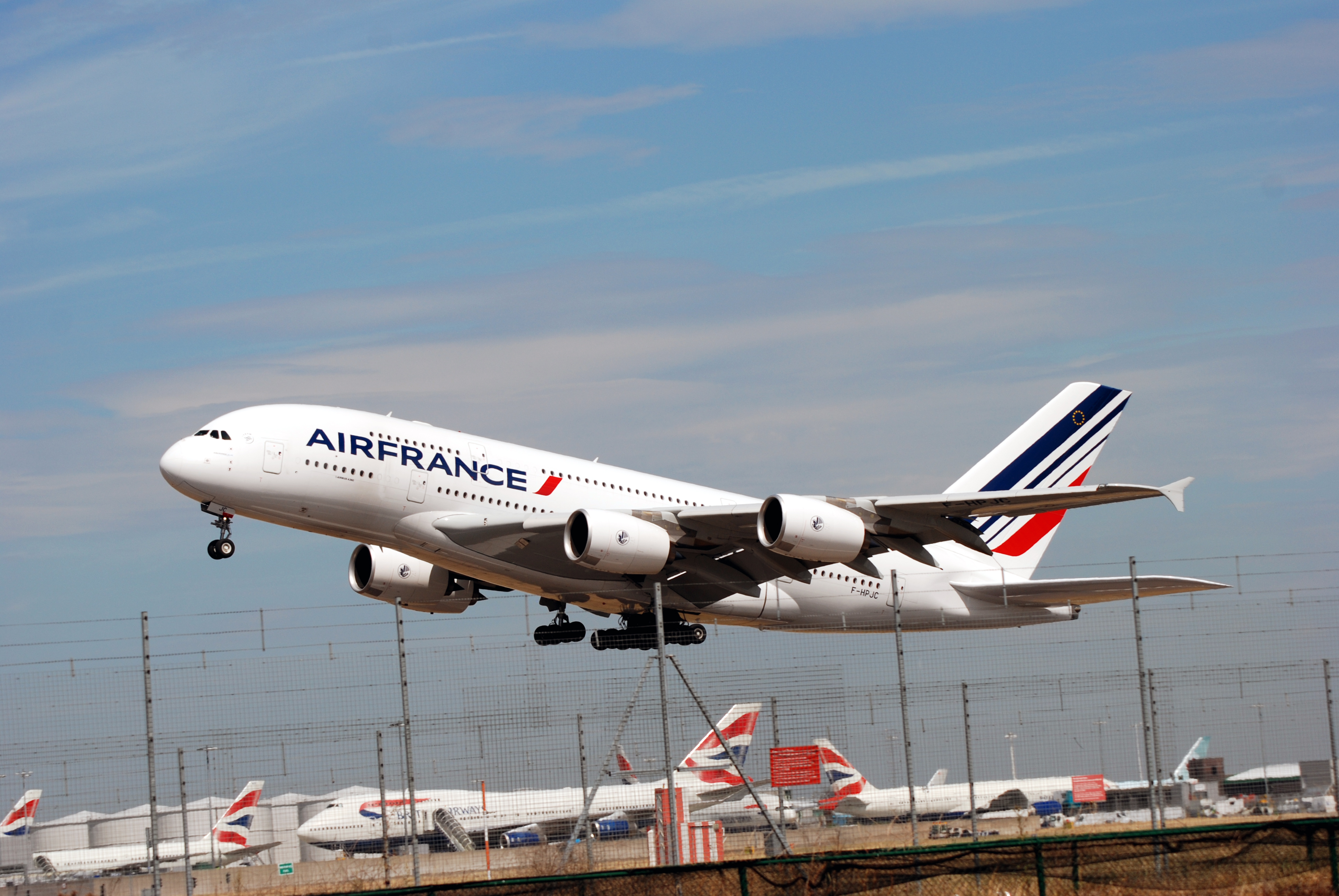
Airbus A380 společnosti Air France na Londýnském letišti Heathrow

Logo spojení Air France a KLM, ke kterému došlo v roce 2004

### Současná
Stav flotily společnosti Air France (Air France HOP včetně) ke 30. červnu 2022 zveřejněný v tiskové zprávě skupiny Air France-KLM za druhé čtvrtletí 2022.
| Letadlo          | Ve službě  | Objednávky | Pasažéři        | Pasažéři        | Pasažéři        | Pasažéři        | Pasažéři        | Poznámky                                                                  |
| Letadlo          | Ve službě  | Objednávky | F               | J               | W               | Y               | Celkem          | Poznámky                                                                  |
| Air France       | Air France | Air France | Air France      | Air France      | Air France      | Air France      | Air France      | Air France                                                                |
| ---------------- | ---------- | ---------- | --------------- | --------------- | --------------- | --------------- | --------------- | ------------------------------------------------------------------------- |
| Airbus A220-300  | 41         |            | --              | ?               | ?               | ?               | 148             |                                                                           |
| Airbus A318-100  | 6          | –          | –               | 26              | –               | 86              | 112             | Největší operátor tohoto typu letadla. Jsou nahrazovány Airbusy A220-300. |
| Airbus A319-100  | 10         | –          | –               | 28              | –               | 115             | 143             | Budou nahrazeny Airbusy A220-300.                                         |
| Airbus A319-100  | 10         | –          | –               | –               | –               | 142             | 142             | Budou nahrazeny Airbusy A220-300.                                         |
| Airbus A320-200  | 36         | --         | –               | 26              | –               | 139             | 165             |                                                                           |
| Airbus A320-200  | 36         | --         | –               | –               | 15              | 150             | 165             |                                                                           |
| Airbus A320-200  | 36         | --         | –               | 30              | –               | 135             | 165             |                                                                           |
| Airbus A320-200  | 36         | --         | –               | –               | –               | 178             | 178             |                                                                           |
| Airbus A321-100  | 4          | –          | –               | –               | –               | 212             | 212             |                                                                           |
| Airbus A321-200  | 10         | –          | –               | –               | –               | 212             | 212             |                                                                           |
| Airbus A321-200  | 10         | –          | –               | 32              | –               | 168             | 200             |                                                                           |
| Airbus A330-200  | 11         | –          | –               | 40              | 21              | 147             | 208             |                                                                           |
| Airbus A350-900  | 35         | 2          | --              | 34              | 24              | 266             | 324             |                                                                           |
| Boeing 777-200ER | 18         | –          | –               | 35              | 24              | 250             | 309             | Jsou postupně vyřazovány. Nahrazují je Airbusy A350-900.                  |
| Boeing 777-200ER | 18         | –          | –               | 40              | 24              | 216             | 280             | Jsou postupně vyřazovány. Nahrazují je Airbusy A350-900.                  |
| Boeing 777-300ER | 43         | –          | –               | 14              | 32              | 422             | 468             | První zákazník tohoto typu.                                               |
| Boeing 777-300ER | 43         | –          | –               | 42              | 24              | 315             | 381             | První zákazník tohoto typu.                                               |
| Boeing 777-300ER | 43         | –          | 4               | 58              | 28              | 206             | 296             | První zákazník tohoto typu.                                               |
| Boeing 787-9     | 10         | 14         | –               | 30              | 21              | 225             | 276             | První vstoupil do služby v roce 2018.                                     |
| Embraer 190      | 23         | --         | --              | --              | --              | 100             | 100             | Provozovány pod značkou Air France Hop.                                   |
| Embraer 170      | 13         | --         | --              | --              | --              | 76              | 76              | Provozovány pod značkou Air France Hop.                                   |
| Air France Cargo |            |            |                 |                 |                 |                 |                 |                                                                           |
| Boeing 777F      | 2          | –          | Nákladní        | Nákladní        | Nákladní        | Nákladní        | Nákladní        |                                                                           |
| Airbus A350F     | --         | 4          | Nákladní - 109t | Nákladní - 109t | Nákladní - 109t | Nákladní - 109t | Nákladní - 109t |                                                                           |
| Celkem           | 257        | 74         |                 |                 |                 |                 |                 |                                                                           |

### Historická
V říjnu 2016 společnost vlastnila 225 letadel, přičemž dalších 44 kusů bylo objednáno. Průměrné stáří letky činilo 12,1 let
Společnost v minulosti provozovala tyto typy letadel:
- postupně jsou vyřazovány Airbusy A318-100 a A319-100
- 6x Airbus A340-200
- 24x Airbus A340-300 (poslední vyřazen v roce 2020)
- 25x Airbus A300 (1974–1998)
- 11x Airbus A310 (1994–2003)
- 10x Airbus A380 (2009–2020)
- 5x Boeing 727
- 24x Boeing 737-200
- 9x Boeing 737-300
- 30x Boeing 737-500
- 18x Boeing 747-100
- 29x Boeing 747-200
- 2x Boeing 747-300
- 24x Boeing 747-400
- 2x Boeing 767-200
- 7x Boeing 767-300
- 3x BAe 146
- 7x Concorde (1976–2003)
- 1x Douglas DC-8
- 5x Fokker 100
- 5x McDonnell Douglas MD-10-30

## Letecké nehody
Tento seznam leteckých nehod není kompletní
- Let AF 296: 26. června 1988 havaroval nový Airbus A320-100 při předváděcím letu na leteckém dni v Habsheimu. Pilotovi se nepodařil nízký průlet se zvednutou přídí. Stroj vletěl do hustého lesního porostu a začal hořet. Nehodu nepřežili tři lidé – tělesně postižený chlapec, dívka, která si včas nerozepnula pás a letuška, která se jí snažila zachránit. Všichni se udusili kouřem.[5]
- Let AF 4590: Dne 25. července 2000 došlo k nehodě nadzvukového letounu Concorde, jehož prasklá pneumatika způsobila explozi palivové nádrže. Hořící letadlo se zřítilo na hotel poblíž letiště Charlese de Gaulla. Celkový počet obětí byl 113, z toho 4 na zemi.
- Let AF 358: 2. srpna 2005 vyjel na Pearsonově mezinárodním letišti v Torontu za bouřky z dráhy Airbus A340-300. Letoun se rozlomil a začal hořet. Nikdo nezemřel, avšak u čtyřiceti cestujícím došlo ke zraněním.

## Fotogalerie

### Historická flotila

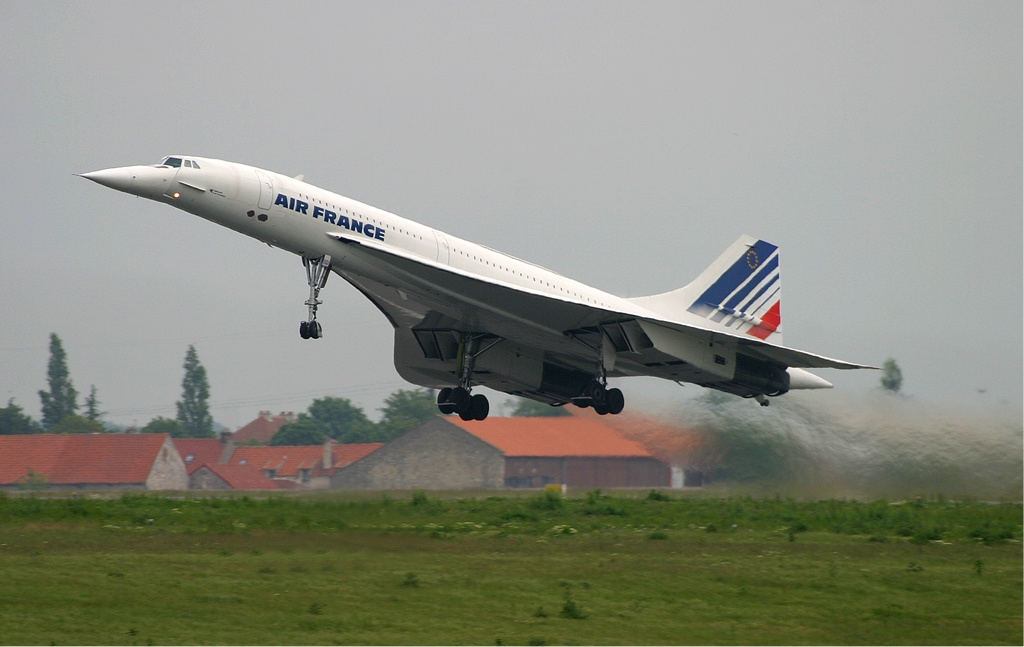
Concorde
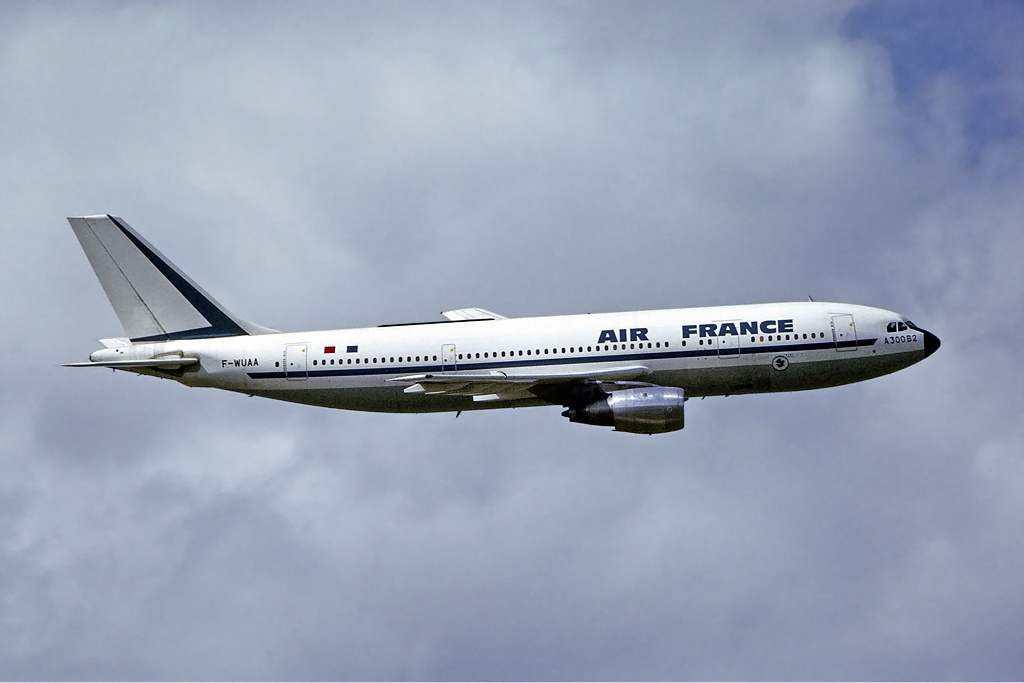
Airbus A300
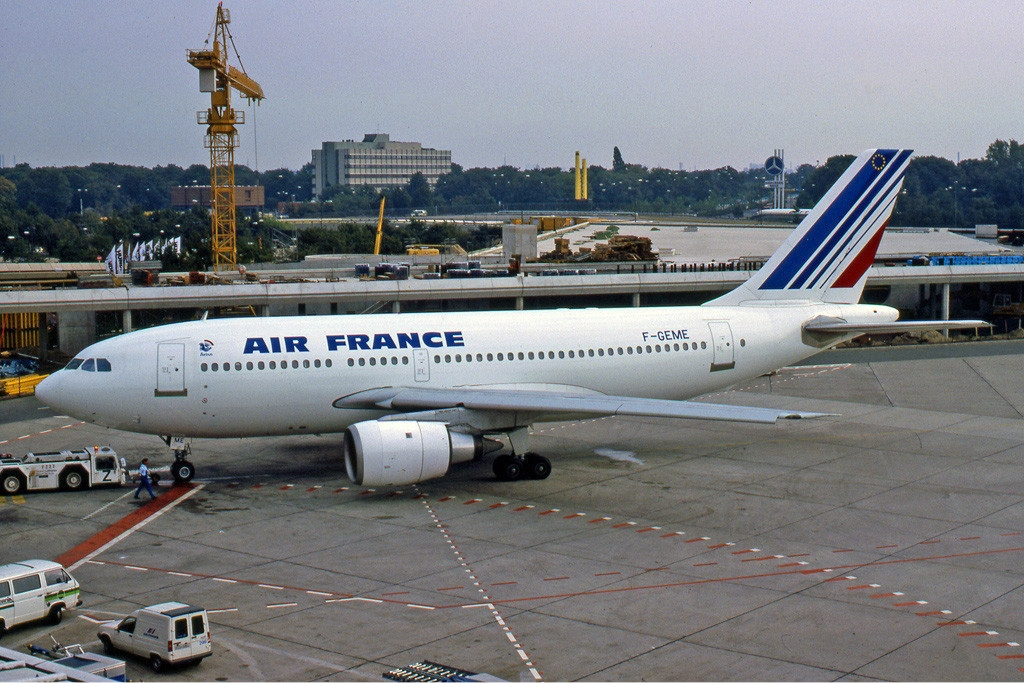
Airbus A310
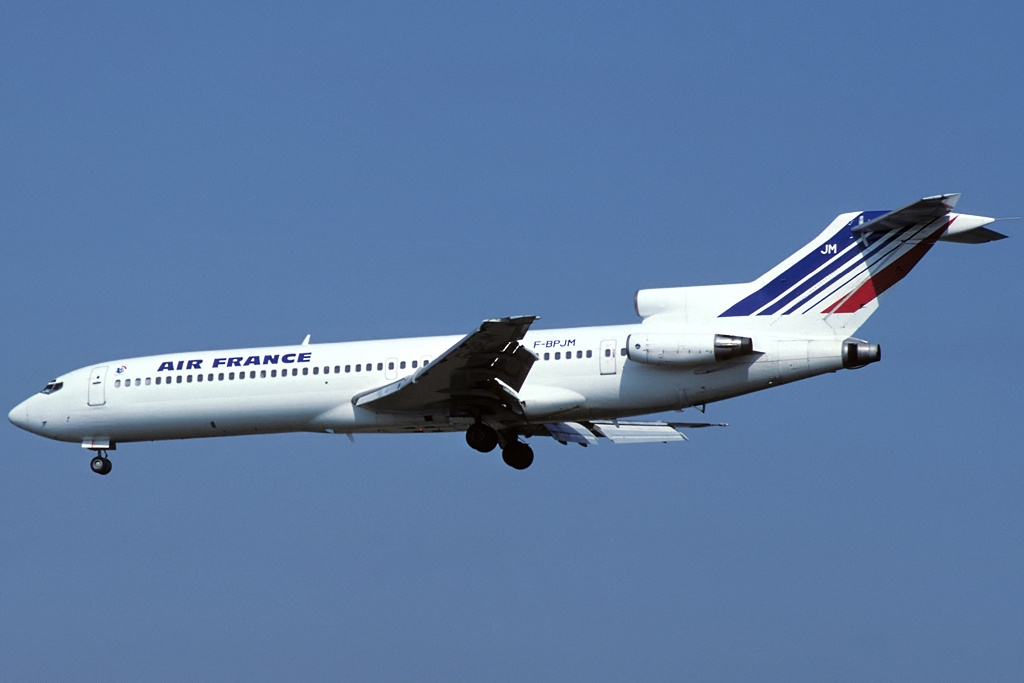
Boeing 727
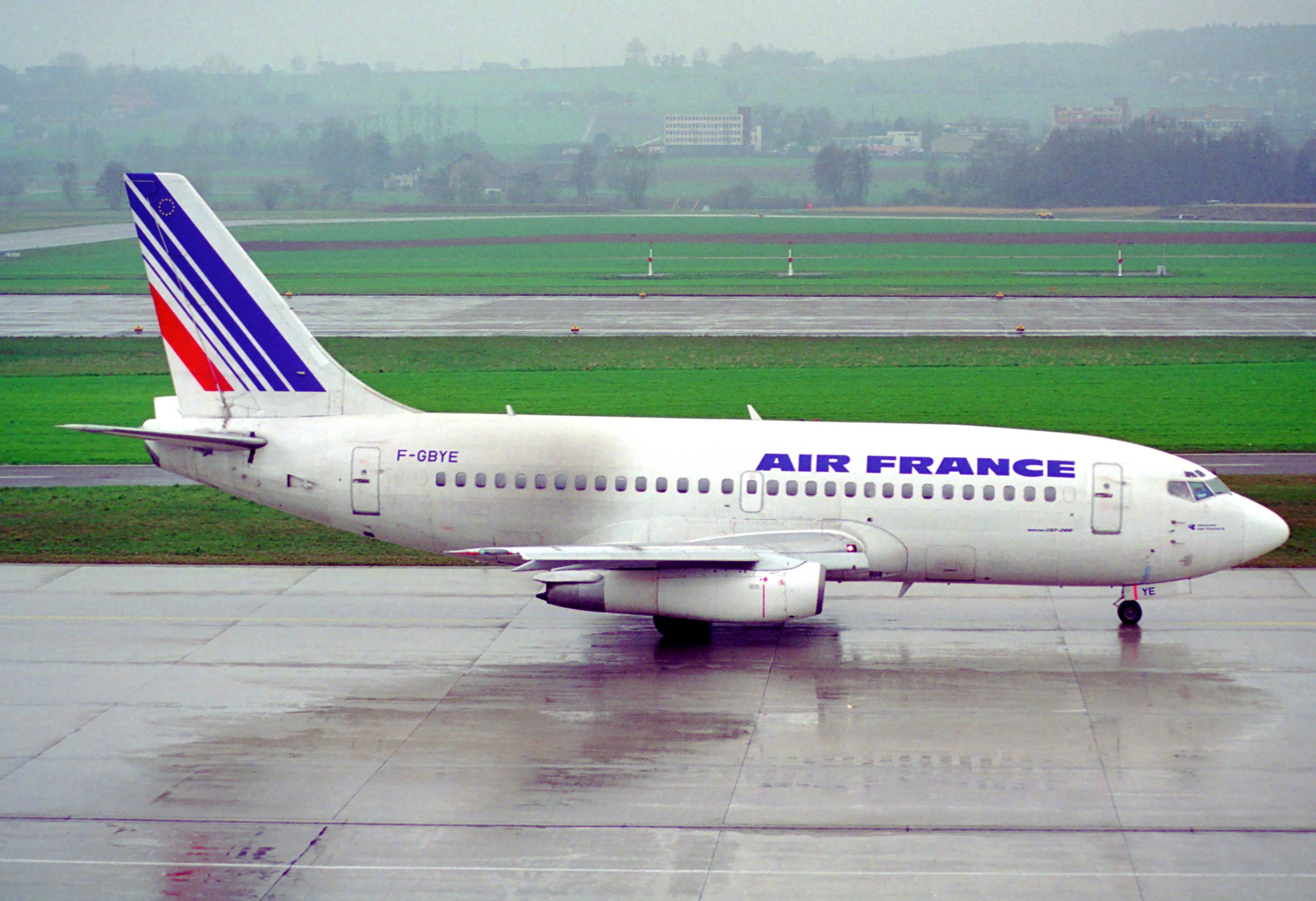
Boeing 737-200
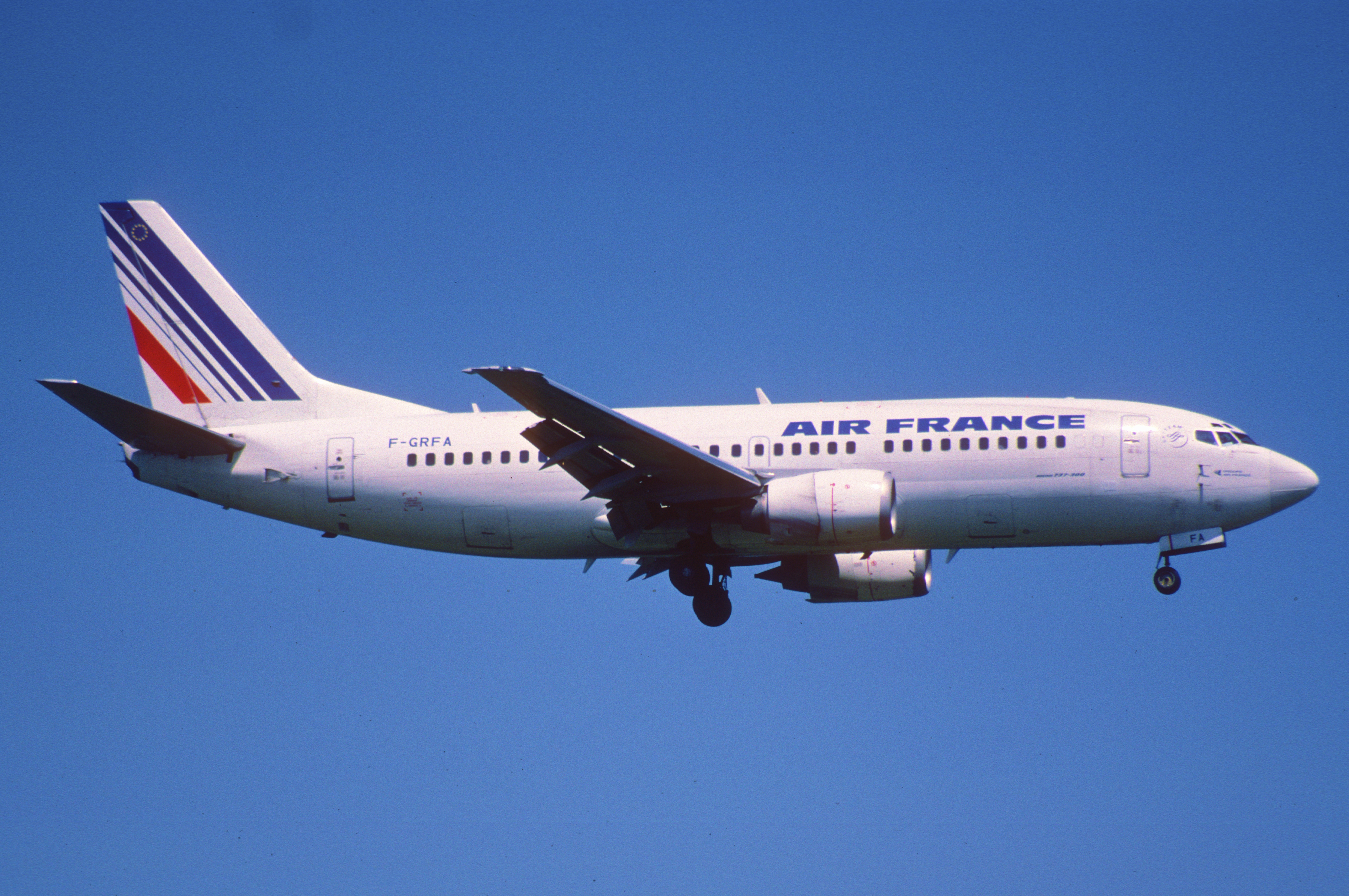
Boeing 737-300
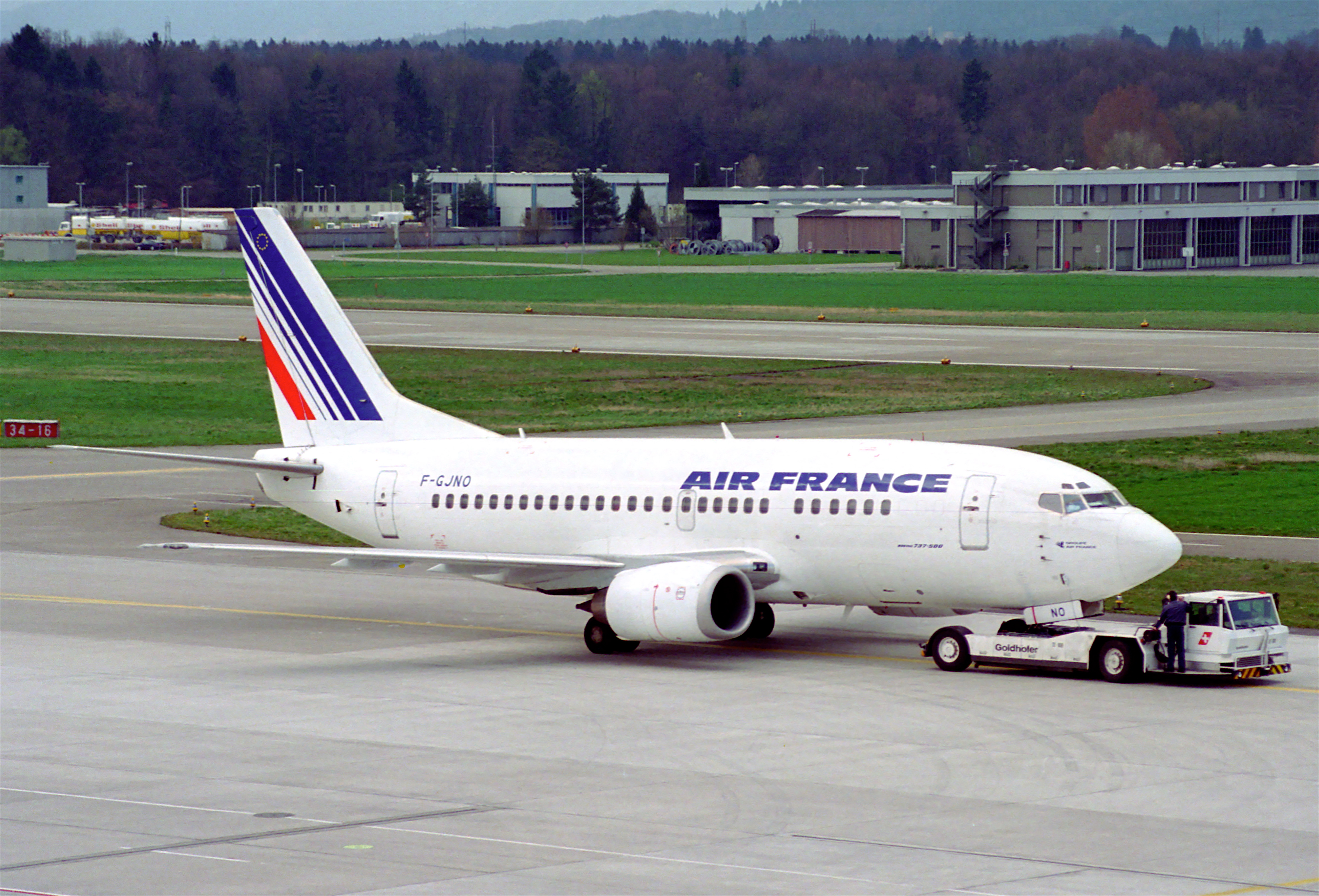
Boeing 737-500
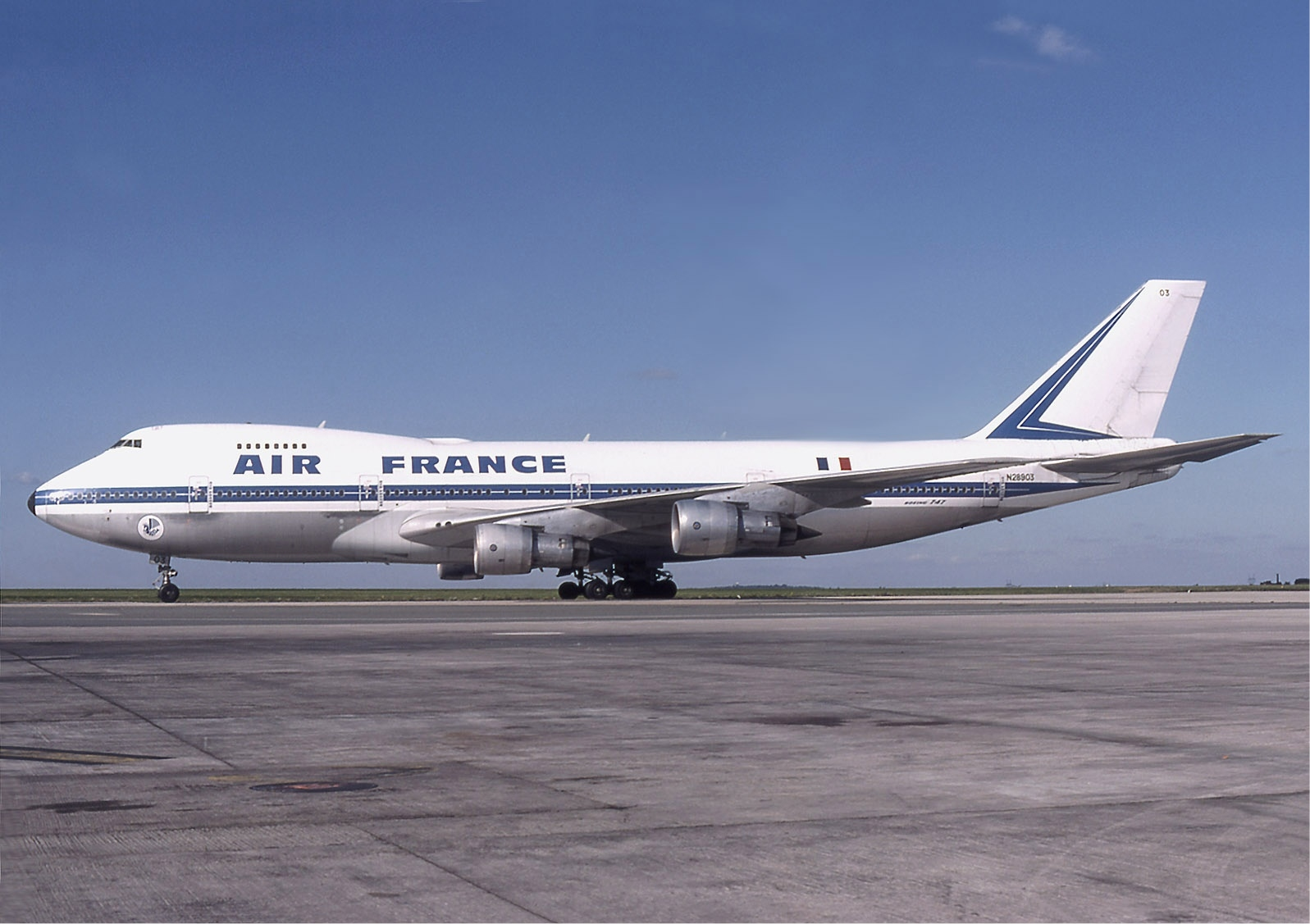
Boeing 747-100
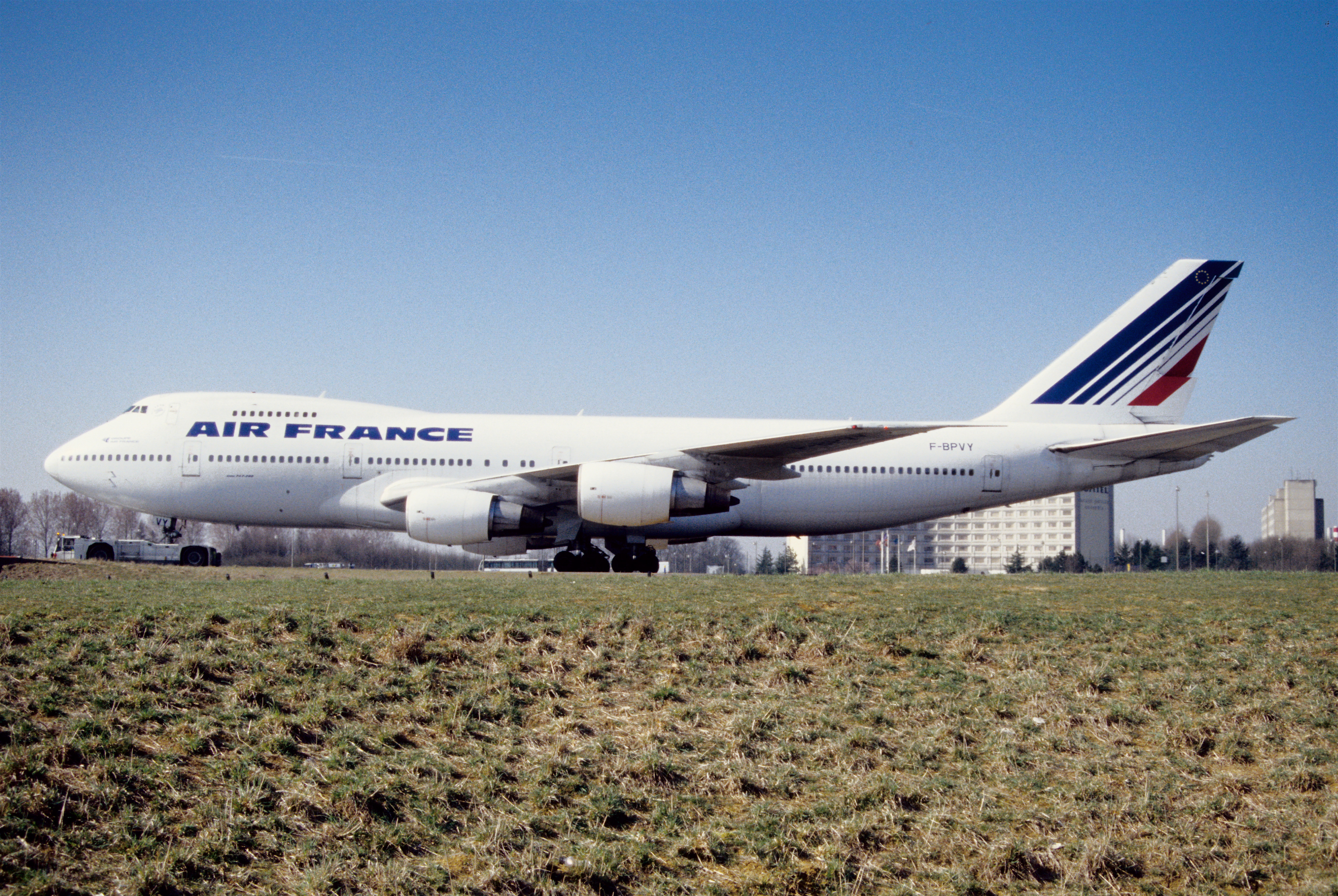
Boeing 747-200
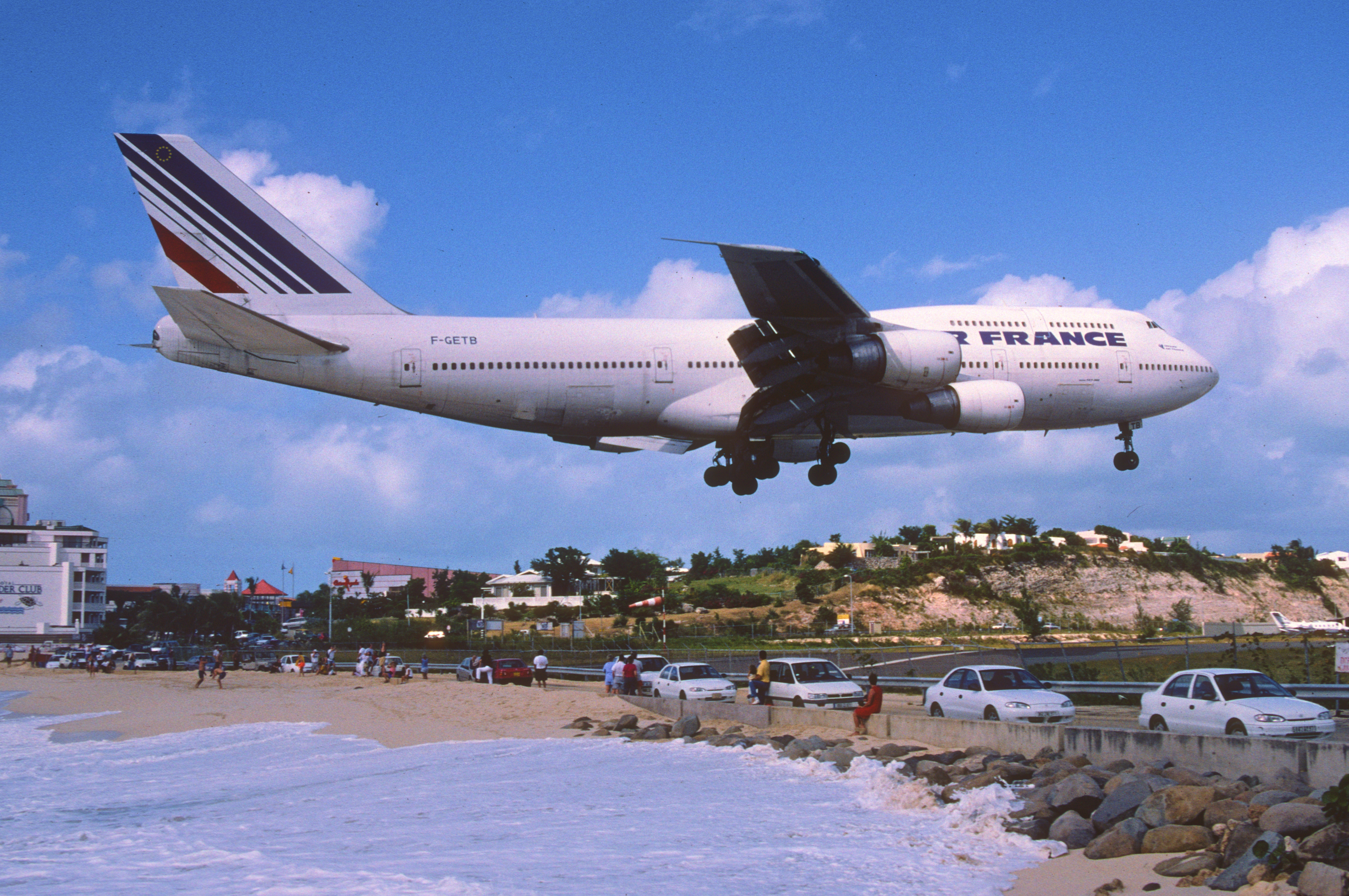
Boeing 747-300
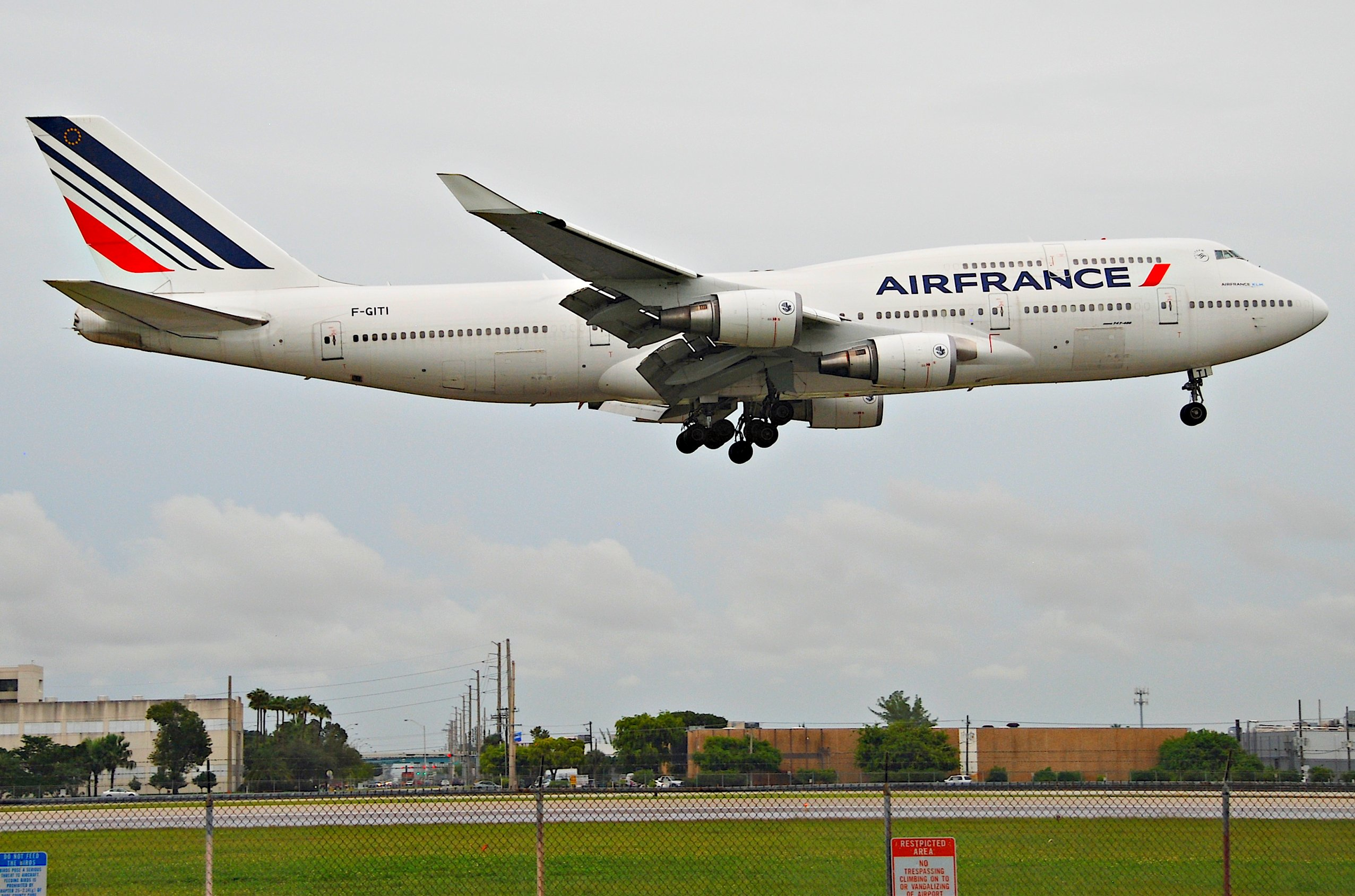
Boeing 747-400
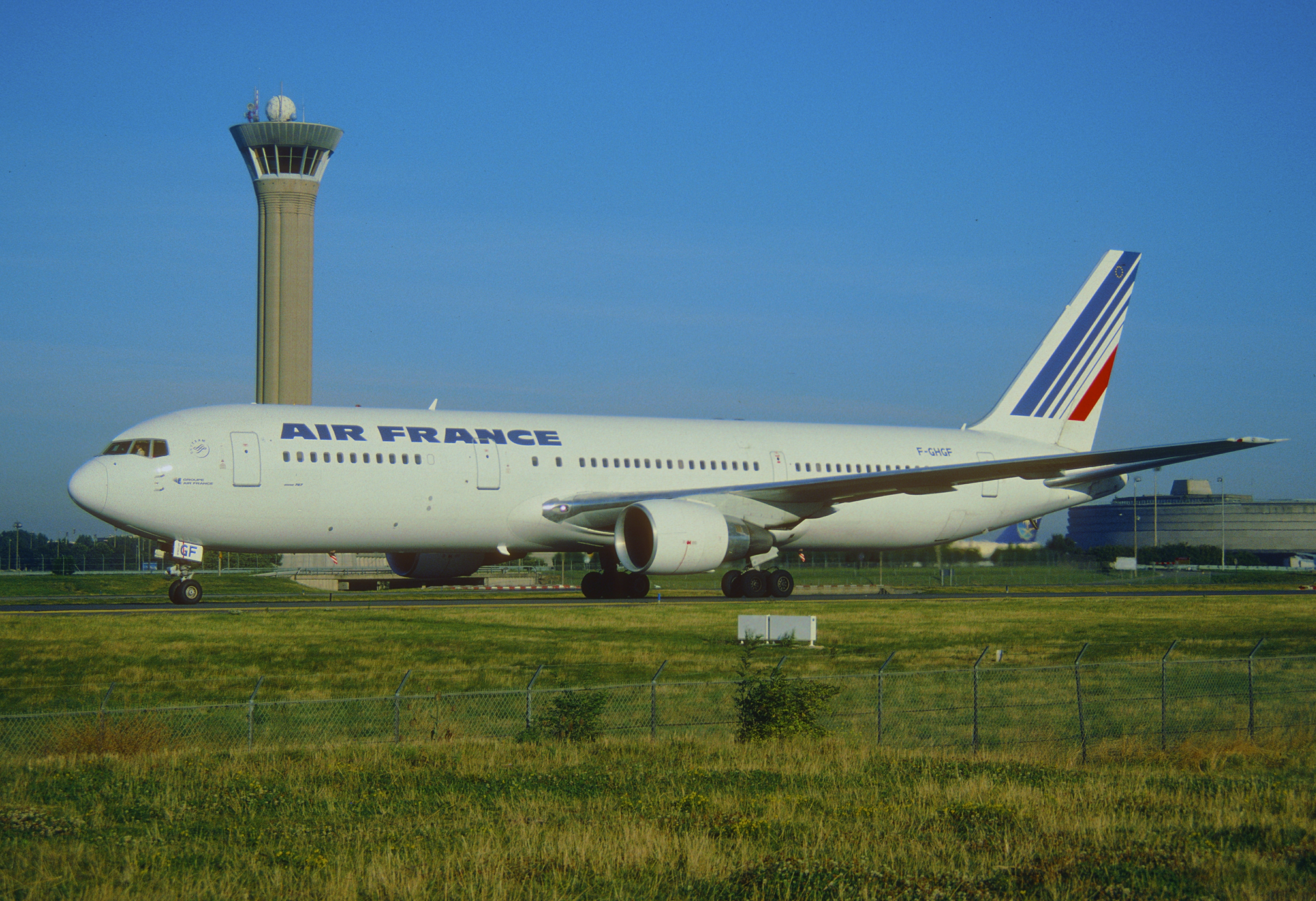
Boeing 767-300
BAe 146
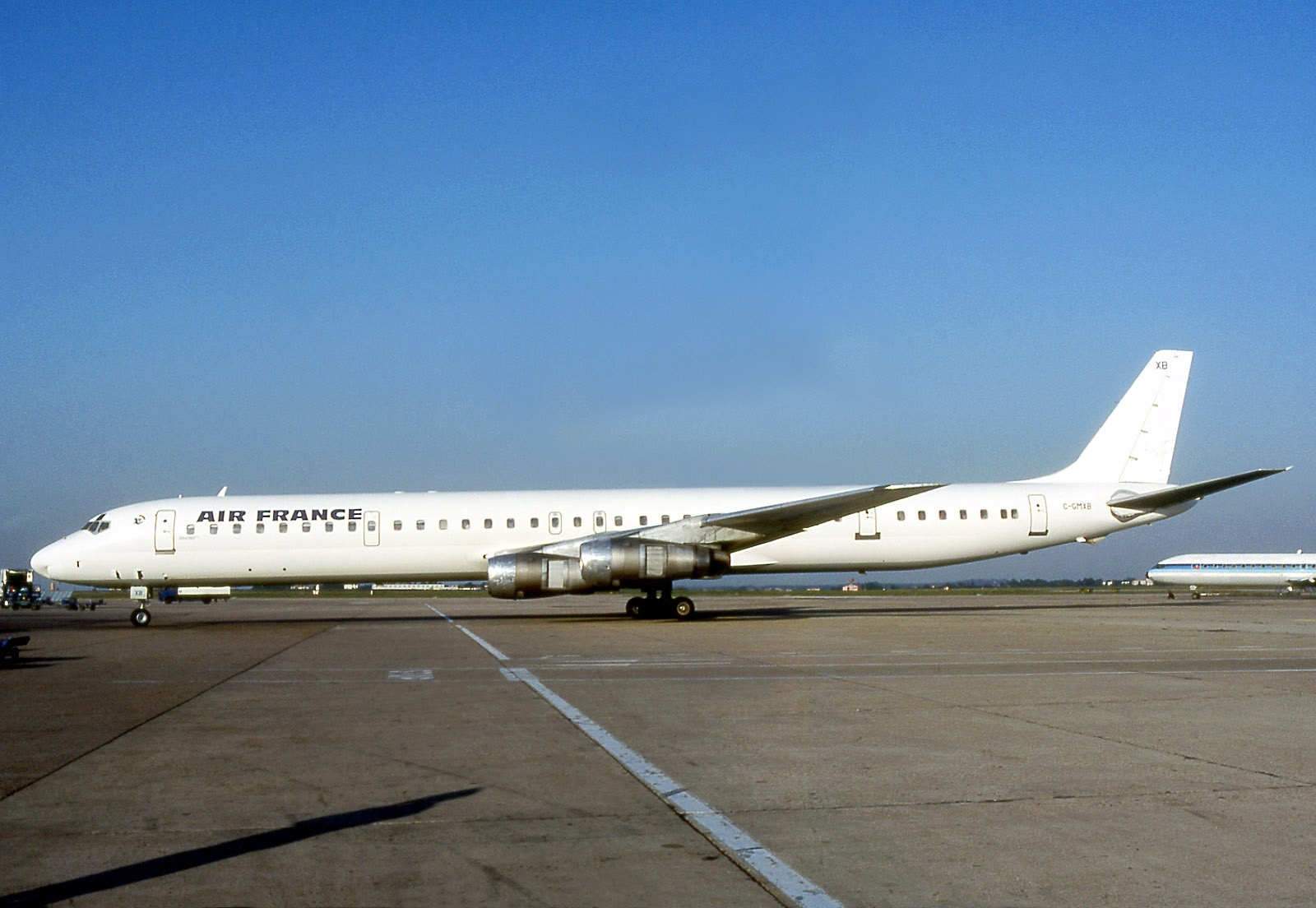
Douglas DC-8
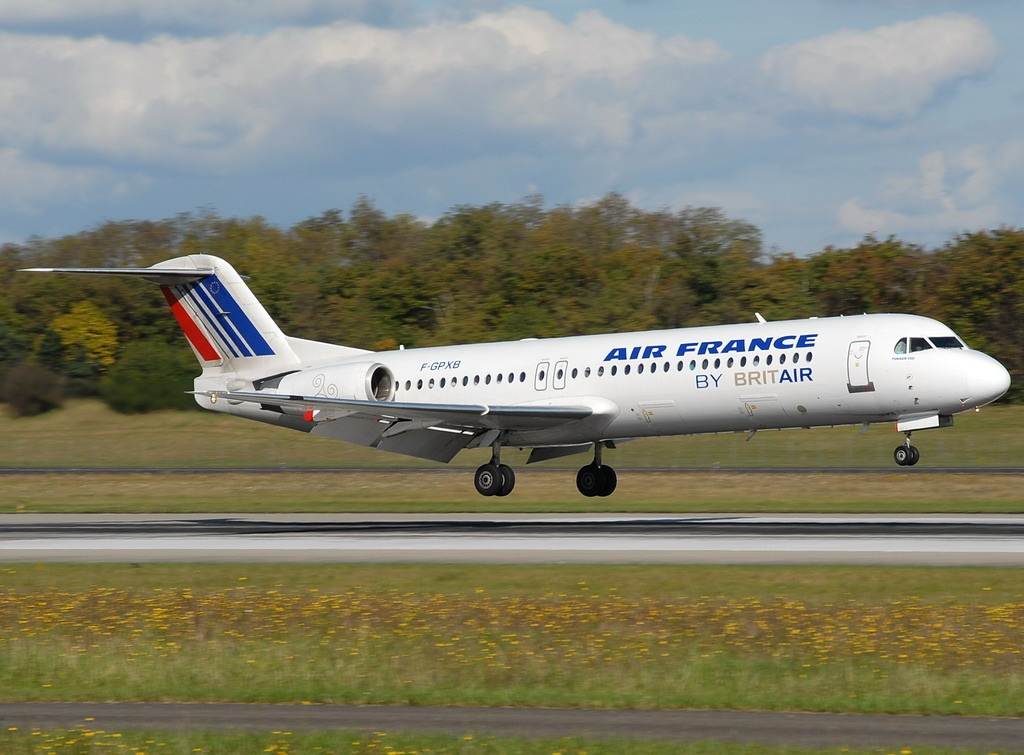
Fokker 100